# The Tale of Despereaux
The Tale of Despereaux of Despereaux De Dappere Muis is een Brits-Amerikaanse computeranimatiefilm uit 2008. Het is los gebaseerd op het gelijknamige boek uit 2003 van Kate DiCamillo.

## Verhaal
Een dappere muis redt een knappe prinses.

## Rolverdeling
- Matthew Broderick als Despereaux Tilling
- Ciarán Hinds als Botticelli
- Dustin Hoffman als Roscuro,
- Emma Watson als Princess Pea
- Tracey Ullman als Miggery "Mig" Sow, de dienstmeid
- Robbie Coltrane als Gregory
- Frances Conroy als Antoinette, Despereaux's moeder
- Sam Fell als Ned/Smudge
- Tony Hale als Furlough
- Kevin Kline als Andre, de kok
- Stanley Tucci als Boldo, de soepspecialist
- Charles Shaughnessy als Pietro
- Christopher Lloyd als Hovis
- William H. Macy als Lester, Despereaux's vader
- Richard Jenkins als rector
- Frank Langella als burgemeester
- Patrica Cullen als koningin
- Bronson Pinchot als stadsomroeper
- Sigourney Weaver als verteller